# Захарій (папа)
Захарій (лат. Zacharias; ? — 22 березня 752) — дев'яносто перший Папа Римський (10 грудня 741—22 березня 752), за походженням грек, народився у Калабрії. Визнаний святим. 
Захарій був сміливим та гнучким дипломатом. Зрозумівши, що союз його попередників з лангобардським герцогом Сполетським не зможе захистити Рим від короля лангобардів Лютпранда, він звернувся безпосередньо до цього монарха. Історики стверджують, що Захарій мав великий вплив на Лютпранда та його наступника Рачіса. 
Його пам'ять святкується 22 березня.